# Alvamelin
Alvamelin (Lu 25-109) je agonist M1 receptora i antagonist M2/M3 receptora. On je bio ispitivan za moguću primenu u lečenju Alchajmerove bolesti, ali je proizveo slabe rezultate u kliničkim ispitivanjima te je dalji razvoj prekinut.